# Estamariu
Estamariu es un municipio de la provincia de Lérida, de 21 km², situado en la parte norte-oriental de la comarca del Alto Urgel. Cuenta con una población de 132 habitantes (INE 2024).

## Topónimo
Una lengua que podemos definir como «vascoide» fue el vehículo de expresión de toda el área comprendida entre los Pallars, la Alta Ribagorza, Andorra, la Cerdaña, el Conflent y el Alto Urgel, hasta finales del siglo VI. Se puede observar una media de un 50 % de toponimia de origen vasco. En la zona que nos ocupa la influencia romana no llegó hasta finales del siglo VI.
Podemos descubrir esta primitiva lengua vascoide que se hablaba en los Pirineos en nombres como: Erts (en la Massana, en Andorra), «erts»: ribera; Arans (en Ordino), «aratza»: espiga; Dorres, «iturri»: fuente; Bar o Estavar, «bar»: bajo; Aran, «aran»: valle... A este grupo podríamos añadir el nombre de Estamariu.

Cuando llegue la influencia romana, tendrá lugar una recíproca acción del substrato vascoide en el latín hablado, y el resultante, poco a poco, se irá catalanizando; el poder cultural, político y económico de La Seu serán factores decisivos tanto de la romanización como de la posterior catalanización.

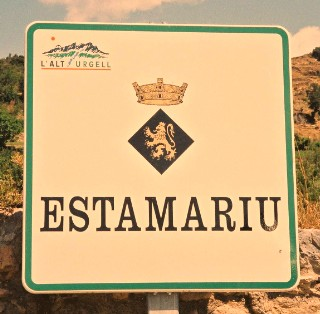
Cartel con el nombre de la localidad

Sobre el nombre de Estamariu: si el nombre primitivo acabase de esta manera, si no fuera un topónimo de los Pirineos, podríamos intentar hallar una influencia germánica por su terminación en «-riu» (como Arderiu, Escariu, Llandriu, Guitarriu, Llongariu, Vilopriu, Montsoriu...), con el valor de «villa o pagus de...» (Arderiu: villa o pagus de Hardaric+i), pero esto no nos parece probable porque las primeras formas encontradas del nombre son «Stamariz» (Acta de Consagració i Dotació de La Seu d’Urgell, a. 819-839), «Stamaritz» (Acta de Dotació de l’església de Santa Maria de Ripoll, a. 888), «Estamarice» (a. 893, documento de venta de una tierra «in billa Estamarice»), y también «Istamarice», «Stamarit», «Stamarice», «Estamarice», «Stamarix»...
No nos parece, tampoco, un buen camino el que propone el «Diccionari Català-Valencià-Balear que lo deriva de «ipsu tamarice». Es difícil entender cómo esta terminación latina «-ice» ha podido convertirse en «-itz», «-ix».
El Dr. Joan Coromines indica que Estamariu podría venir de «esta-», del vasco «esto»: cerca / vallado / cercado, y de «-mariz» o de «-maritz»: roble, sufijo también vasco. Estamariu: el redil, el aprisco, el vallado del roble. Meyer-Lübke fue uno de los primeros en defender la ascendencia vascoide de este nombre.
El nombre de Estamariu aparece documentado en el acta de consagración de la catedral de Urgel como Stamariz. 
Población documentada desde el año 893. De origen romano, formó parte del vizcondado de Castellbó.
A lo largo del tiempo ha sido llamado de diversas maneras: En la Edad Media se denominó Estamarid, Estamaritz y Estamariz.. También ha sido denominado Estamariu y Estimaríu.

## Arquitectura
Dentro de la población de Estamariu está la iglesia parroquial, dedicada a Santa Cecilia y la iglesia románica de San Vicente (Sant Vicenç) que fue el primer templo parroquial.
En su término quedan vestigios de una ermita o capilla dedicada a Santa Cecilia, una pared de la antigua capilla de San Saturnino (Sant Serni) y los restos del monasterio de San Vicente de Pinsent (Sant Vicenç de Pinsent), con su iglesia construida debajo de una gruta.

## Geografía física
Integrado en la comarca de Alto Urgel, se sitúa a 141 kilómetros de la capital provincial. El término municipal está atravesado por la carretera nacional N-260 (Eje Pirenaico). El relieve del municipio está definido por las sierras pirenaicas que se elevan desde la orilla derecha del río Segre, que hace de límite municipal por el sur. 
La altitud oscila entre los 2040 metros al norte y los 710 metros a orillas del río Segre. El pueblo se alza a 1084 metros sobre el nivel del mar. 
| Noroeste: Valles del Valira | Norte: Valles del Valira | Nordeste: El Pont de Bar             |
| Oeste: Valles del Valira    |                          | Este: El Pont de Bar                 |
| Suroeste: Seo de Urgel      | Sur: Alás Serch          | Sureste: Valles del Valira (exclave) |

## Geografía humana

### Demografía
Cuenta con una población de 132 habitantes (INE 2024).
| Gráfica de evolución demográfica de Estamariu entre 1842 y 2021 |
| |
| Población de derecho según los censos de población del INE Población de hecho según los censos de población del INEEn estos censos se denominaba Estimaríu: 1842, 1857, 1860, 1877, 1887, 1897, 1900, 1910, 1920, 1930, 1940, 1950, 1960, 1970 y 1981 |

| 1497 | 1515 | 1553 | 1717 | 1787 | 1857 | 1877 | 1887 | 1900 |
| ---- | ---- | ---- | ---- | ---- | ---- | ---- | ---- | ---- |
| —    | 16   | 20   | 160  | 181  | 444  | 341  | 383  | 299  |

| 1910 | 1920 | 1930 | 1940 | 1950 | 1960 | 1970 | 1981 | 1990 |
| ---- | ---- | ---- | ---- | ---- | ---- | ---- | ---- | ---- |
| 313  | 299  | 213  | 228  | 199  | 166  | 157  | 135  | 138  |

| 1992 | 1994 | 1996 | 1998 | 2000 | 2002 | 2004 | 2006 | — |
| ---- | ---- | ---- | ---- | ---- | ---- | ---- | ---- | - |
| 133  | 134  | 135  | 131  | 123  | 127  | 122  | 117  | — |

## Iglesia parroquial

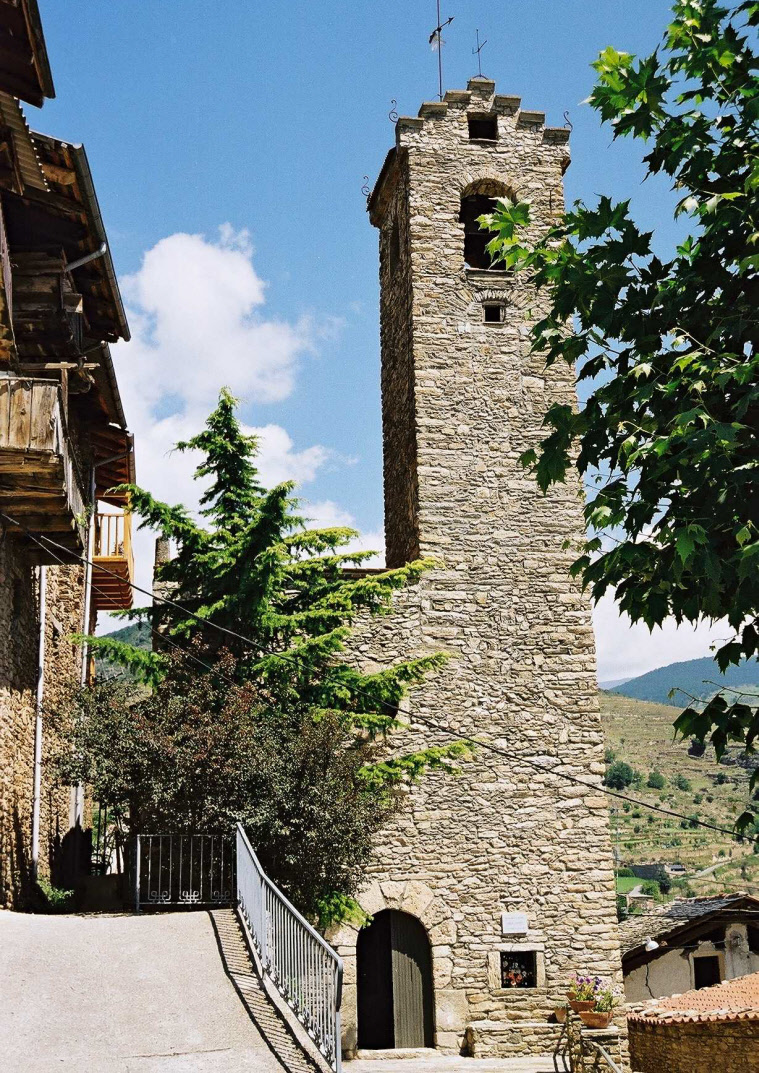
Iglesia de Santa Cecilia

Construida en el siglo XVII se dedicó, en un principio, a Santa Cecilia, seguramente al quedar destruido el primer templo parroquial dedicado a Sant Vicenç, su imagen y su advocación pasó a esta iglesia.
Hasta noviembre de 1997, quien presidía el altar mayor era una imagen de Sant Vicenç; en la pared lateral izquierda del presbiterio había una de Santa Cecilia y en la pared lateral derecha una imagen del Sagrado Corazón. Desde finales del 1997, las tres imágenes presiden la pared central del altar mayor, después de una remodelación de la iglesia. Sant Vicenç y Santa Cecília comparten, también, el patronazgo del municipio.
En un altar lateral izquierdo se venera la Virgen del Rosario, en una pequeña capilla del lateral derecho una Virgen de los Dolores, y, en el centro de la nave, la imagen de Cristo.
La iglesia es de nave rectangular. El campanario es de planta cuadrada, con dos pisos de ventanas, las inferiores han sido tapiadas. Tiene dos campanas, la maquinaria de un antiguo reloj manual, y el actual, automático y eléctrico, instalado en el año 1994.
La fiesta de Santa Cecilia se celebra el 22 de diciembre y la de Sant Vicenç el 22 de enero. La fiesta Mayor del pueblo es el segundo domingo de octubre.

## Iglesia de San Vicente (San Vicenç)
Cerca del cementerio está la antigua iglesia de San Vicente de Estamariu. Románica, está datada del siglo X o principios del siglo XI, constaba de tres naves aunque únicamente se conservan dos de ellas. La cabecera la conforma un ábside central semicircular y dos absidiolas, la del lado norte desapareció tras un derrumbe. En la parte exterior el ábside central presenta un friso de arcuaciones lombardas con lesenas, entre las que se encuentran pequeñas ventanas que dan luz al interior del templo. En el Museo Nacional de Arte de Cataluña se conserva un retablo gótico procedente de San Vicente. Es del siglo XIV, obra del llamado Maestre de Estamariu. Del mismo autor se conserva también un baldaquín con capiteles en policromía.
| San Vicente | Antes de la restauración | Sant Vicenç | San Vicente |
| ----------- | ------------------------ | ----------- | ----------- |
|             |                          |             |             |

## Iglesia de Sant Serni / San Saturnino
En dos documentos, uno del año 893 y otro del 1019, se hace referencia a la iglesia de San Saturnino (Sant Sadurní o Sant Serni). De esta construcción solamente queda una pared, entre dos casas, de tipo «lligada de gavatx» (hecha con sillares alargados, colocados en hileras uniformes) y el nombre de «Can Serni» en la casa que se construyó sobre ella.

## Capilla o ermita de Santa Cecilia
En el término de Estamariu, en la montaña, quedan los restos de una antigua ermita dedicada a la santa, actualmente sólo quedan los cimientos de las paredes. Lugar de peregrinación, en el día de la santa, se celebraba una misa y se acababa la fiesta compartiendo coca y chocolate.

## Monasterio de Pinsent
Los restos del antiguo monasterio benedictino de San Vicente de Pinsent (Sant Vicenç de Pinsent), se encuentran situados en un abrigo natural, próximo a la Quera Vella. Pinsent: «Pinus Sanctus», pino santo.
«Ya aparece consolidado a finales del siglo X. En el año 964 parece que fue restaurada su iglesia por el obispo Guisad de Urgel. En el año 1008, fue donado por Ermengol I de Urgel al monasterio Monasterio de San Saturnino de Tabérnolas (Sant Serni de Tavèrnoles), del que depende, aún, en el siglo XII, cuando el monasterio dejó de existir como tal y solamente era una masía. Del conjunto de edificios todavía son identificables el edificio de la iglesia y una pequeña sala rectangular», que se cree correspondía al dormitorio de los monjes.

## Palomares en Estamariu

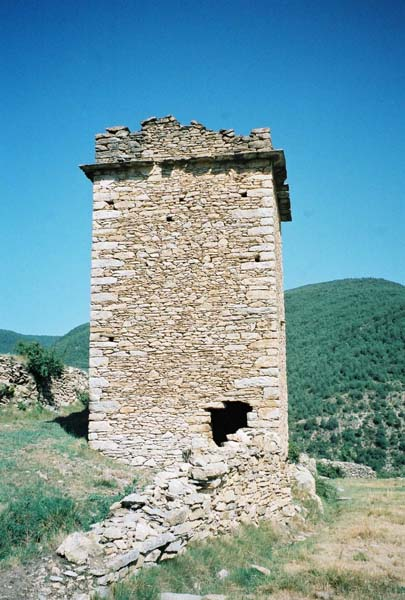
Palomar-Estamariu.

En Estamariu quedan restos de cinco palomares. Se encuentra en buen estado el que está en el campo de «Cal Ramonet». El que está en «Cal Sovei» se ha reconvertido y ha pasado a ser una parte más de la casa. En muy mal estado se encuentra el de «Ca l’Osti», aunque aún muestra su puerta con un arco de medio punto con dovelas de piedra tosca. En el verano de 1994 se derruyó el que había en «Ca l’Escuder», situado en el núcleo del pueblo, pero en muy mal estado. Y, por último, en «Ca l’Escuder», también, pero en las afueras del pueblo, existen restos de otro palomar.
Algunas de estas construcciones eran torres de vigía camufladas. Seguramente serían señales de defensa de los atributos de los hombres libres y distintivo de no depender de ningún señor.

## Puentes románicos de Estamariu

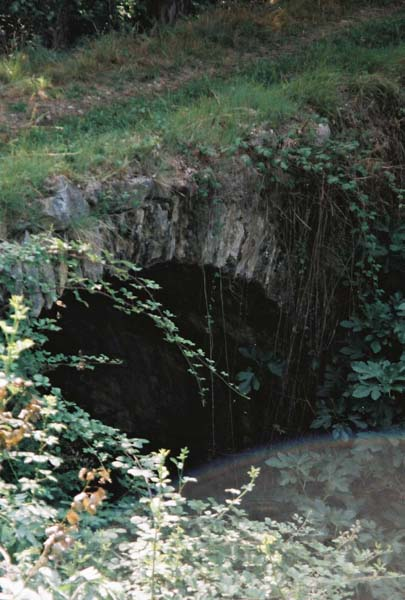
Puente románico en el antiguo molino

En el término de Estamariu podemos encontrar dos puentes románicos que atraviesan el río de Bescarán. Uno al lado del viejo molino (actualmente en estado ruinoso) que, según parece, era uno de los más importantes de la zona.

## Economía
La dramática disminución de población del Alto Pirineo queda clara si se observan los datos del censo; la disminución de población continúa. La agricultura, siempre limitada por un clima riguroso y por una tierra pobre y accidentada, está en crisis. La principal actividad económica es la ganadería, destacando el ganado bovino destinado a la producción de carne y leche, pero la producción lechera, una vez internacionalizado el mercado, no es competitiva.
Hay una tímida evolución al sector terciario: turismo, turismo rural, segundas residencias.